# Martirià Camps
Martirià Camps (Barcelona, 1818- Barcelona, 1888) va ser un organista, compositor i pedagog català.

## Biografia
Va ser important pel seu paper en el desenvolupament de la música religiosa, coral i popular catalana.
Tot i que és conegut pel seu paper en música per a litúrgia i sacra, les seves composicions inclouen diversos gèneres on va ser també molt destacat com; la música coral i la música de cambra.
A banda de la seva importància compositiva, Martirà Camps va desenvolupar un paper com a pedagog. Va ser titular del magisteri de l'orgue de l'Església Parroquial d'Arenys de Mar. Aquest paper el va portar a formar part d'importants tribunals de l'església de Sant Pere i Sant Pau de Canet de Mar.
Tot i que no conservem documentació de l'Arxiu Parroquial d'aquesta església que ens indiqui l'historial successiu de mestres, organistes i membres de la capella de música, se cita a Martirià com a part de la audiència que nomenava les raons i els noms dels pròxims baixonistes o organistes de la parròquia.
El 1825, juntament amb Josep Saurí van concedir la plaça de baixonista de l'església canetenca Bonaventura Gil. El 1834, amb Jaume Roca, va tornar a formar part del tribunal que atorga el magisteri d'orgue de la parròquia de Canet de Mar a Ramon Clausell i Llauger. El 1855 va tornar a ser part del tribunal, concedint el magisteri a Antoni Gil.